# ロールス・ロイス オリンパス

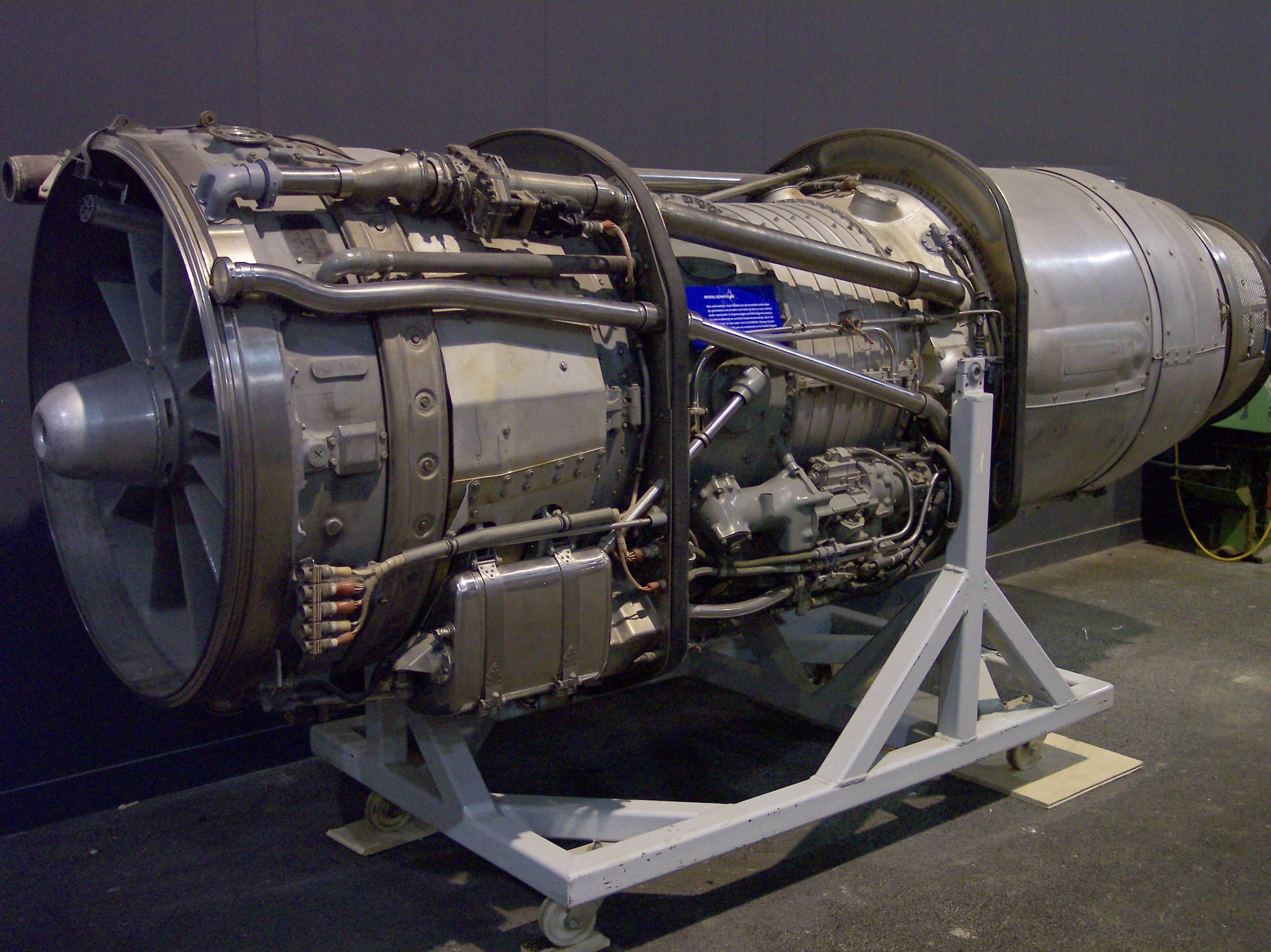
オリンパス

オリンパス（Olympus ）はイギリスで開発された軸流圧縮式ターボジェットエンジンである。原型はブリストル航空エンジンで開発、生産された。オリンパスの名前の由来はブリストルでの伝統に則ってギリシャ神話から名づけられた。後にブリストル・シドレーに引き継がれ、最終的には ロールス・ロイスに引き継がれた。
原型はアブロ バルカン向けに開発されたものである。後にTSR-2計画で超音速能力を付与され、同計画が中止されるとコンコルド向けに用途を見出された。アメリカ合衆国のカーチス・ライト社ではJ67の名称で産業用および艦船用ガスタービンとしてライセンス生産されている。

## ブリストル・シドレー オリンパス (ヴァルカン)
1950年、オリンパスが最初に運転された時、その推力は44kNであった。1953年、イングリッシュ・エレクトリック キャンベラに懸架されて飛行試験が行われ、1955年より本格的な生産に入った。オリンパスはブリストル・シドレー社でも開発が継続された。1956年、オリンパス 101はアブロ バルカン B.k.1に搭載されて102、104と改良された。106は201の開発用器材であり、最初にオリンパス 201を搭載したのは、アブロ バルカン B.k.2爆撃機であった。
低圧側圧縮機と低圧タービンの改良(低圧段の外付けを含む)により、オリンパス 201の推力は76kNから89kNに増強された。引き続き改良型のオリンパス 301が開発され、これもバルカン B.Mk.2爆撃機に搭載された。圧縮段数の増加により、流入する空気量が増えた事に伴い、エンジン吸気口は拡大された。

## ブリストル・シドレー オリンパス
- 201 シリーズ：17,000 lbf (76 kN)
- 301 シリーズ：20,000 lbf (89 kN)
- オリンパス 22R Mk.320 ：乾燥時 19,610 lb, TSR-2におけるアフターバーナー使用時 30,610 lb

## ロールス・ロイス/スネクマ オリンパス 593 (コンコルド)

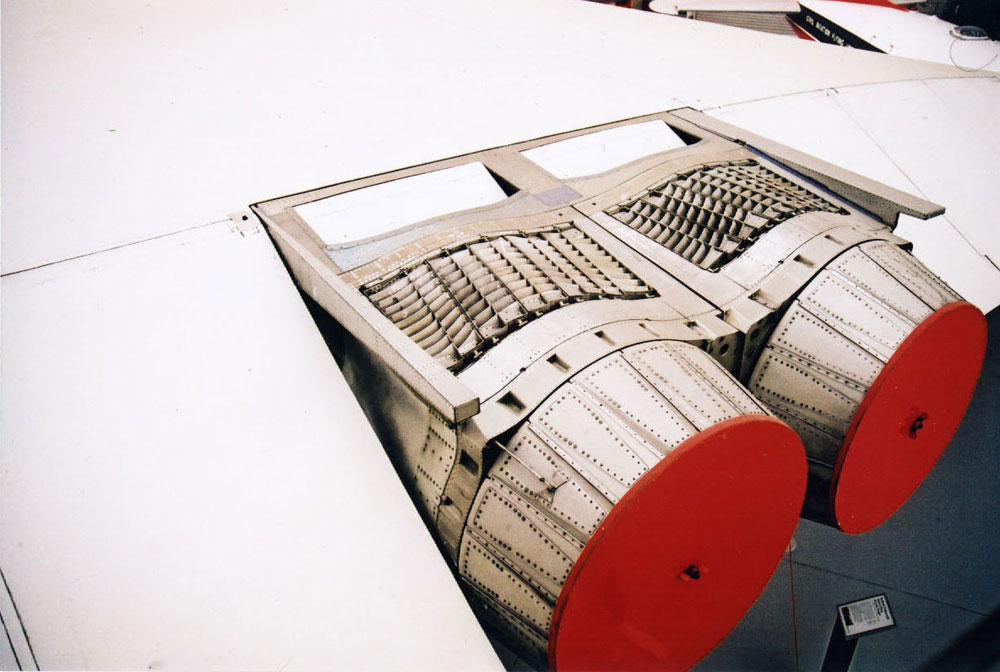
オリンパス593 Mk610のノズル

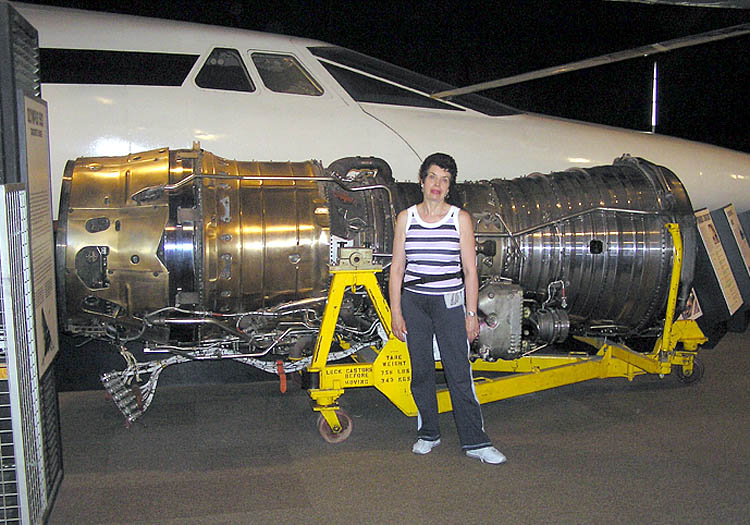
コンコルドの機首横に置かれたオリンパス 593 エンジン

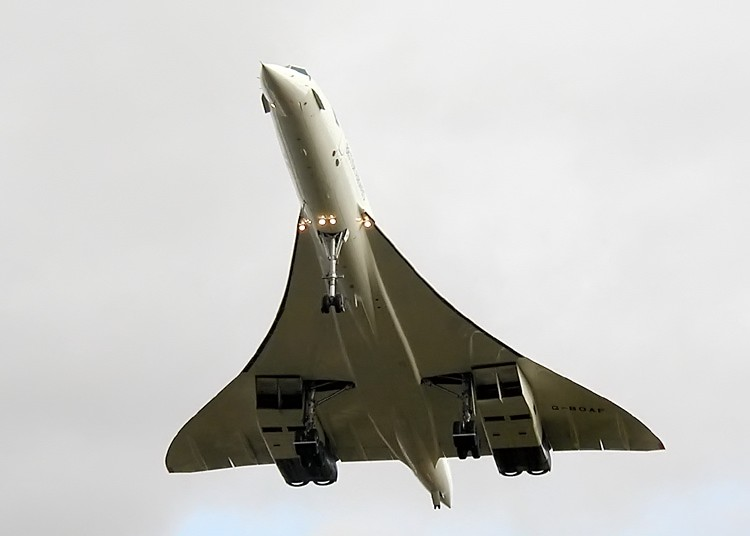
最後の定期便フライト中のコンコルド

短期間であればツポレフ Tu-144の例もあるが、コンコルドの商業飛行が唯一のアフターバーナーを使用する民間航空機の長期運行事例である。オリンパス 593エンジンの開発は1964年に始まった。TSR2爆撃機用として開発していたオリンパス320エンジンを元にブリストル・シドレーとスネクマが共同で開発を進める事になった。1966年にブリストル・シドレーはロールス・ロイスに吸収され、ロールス・ロイスが英国側のパートナーになった。基本的な構造は同じだが、多くの点で改良された。
- 重要度の高い要素 – 燃料消費
- 圧縮比
- 重量/大きさ
- タービン入り口温度

オリンパス 320のアフターバーナーセクションは(初期のジェットエンジンが皆そうであったように)エンジン本体よりも長かった。推力は30,610 lbf (136 kN)。可変式排気ノズルは2つの虹彩型のノズルであった。エンジン出力に応じて変える事が出来た。超音速飛行時に衝撃波の影響の為、オリンパス 593のエンジンのサージングを誘発し破損を招くおそれがあった。そのため、可変式吸気口が設けられており、飛行速度に応じて変える事が出来た。吸気口で衝撃波が発生していても、流入空気は亜音速まで減速されエンジンに送られた。エンジンナセルのカバーが開閉する事により空気を取り入れ排気と混ぜて同時にエンジンの冷却も行う構造になっていた。これはTSR2でも同様の構造だった。
1966年、オリンパス593最初の可変排気装置の試験をフランスのMelun-Villarocheで行った。飛行試験はアブロ バルカンに懸架して行われた。バルカンの速度はマッハ0.98(1,200 km/h)でこの時の推力は35,190 lbf (157 kN)に達した。
1967年4月にオリンパス 593はフランスのAndre Turcat高空模擬試験装置で試験された。1968年1月にはバルカン試験機での試験は100時間を記録して、可変排気口が組み込まれてコンコルド試作機の飛行準備が整った。
1969年3月2日15時40分コンコルド試作機001は飛行した。主任テストパイロットAndre Turcatの操縦により1.4km滑走して時速380kmで離陸した。

## 諸元
- 形式:軸流圧縮式アフターバーナー付ターボジェット
- 全長:7112 mm
- 直径:1212 mm
- 重量:3175 kg
- 圧縮機:軸流式低圧7段、高圧7段
- 燃焼室:ニッケル合金製16機の燃料噴射装置
- タービン:高圧-単段、低圧-単段
- 推力:169.2 kN
- 圧縮比:15.5:1
- 単位推力毎の燃料消費率:1.195 (巡航時), 1.39 SL [3]

制御系
- 世界初のFADEC制御装置

ジェットパイプ
- 空気圧で開口度を制御される噴出口と連動した直線パイプ
- 単環式アフターバーナー
- '虹彩型'開度可変噴出口/逆噴射装置

- 593 - コンコルド向けに設計された原型
  - 推力 : 20,000 lbf (89 kN) dry / 30,610 lbf (136 kN) アフターバーナー使用時
- 593-22R - 試験機用の動力 原型よりも高性能で航空機の仕様を変えた。
  - 推力 : 34,650 lbf (154 kN) dry / 37,180 lbf (165 kN) アフターバーナー使用時
- 593-610-14-28 - コンコルド用に生産された最終型
  - 推力 : 32,000 lbf (142 kN) dry / 38,050 lbf (169 kN) アフターバーナー使用時

## ロールス・ロイス オリンパス TM3B 船舶用ガスタービン
船舶用のオリンパスエンジンは改良されてイギリス海軍のフリゲート艦である14型フリゲートエクスマスに搭載されている。1966年から1968年に換装した同艦は西側の主要な艦船で初めてガスタービンエンジンを使用した艦である。オリンパスは21型フリゲートや82型駆逐艦にも搭載されている。
ロールス・ロイス オリンパスを搭載する艦を以下に示す:
- COGAG構成
  - 単機種
    - インヴィンシブル級航空母艦（ イギリス海軍 ; 4基）

  - スペイとの組み合わせ
    - はたかぜ型護衛艦（ 海上自衛隊）
- タインとのCOGOG構成
  -  イギリス海軍
    - 21型フリゲート
    - 22型フリゲート（バッチ1、ブレイブを除くバッチ2）
    - 42型駆逐艦

  -  海上自衛隊
    - はつゆき型護衛艦

  -  オランダ海軍
    - GW級フリゲート (誘導ミサイル級 - トロンプ級フリゲート)
    - S級フリゲート (標準 - コルテノール級フリゲート)
    - L級フリゲート (防空級 - ヤコブ・ファン・ヘームスケルク級フリゲート)

  -  ギリシャ海軍
    - エリ級フリゲート

  -  アルゼンチン海軍
    - アルミランテ・ブラウン級駆逐艦
- CODAG構成
  - トゥルンマ級（ フィンランド海軍）
- CODOG構成
  - 「アラドゥ」 ( ナイジェリア海軍)
  - ジョルジュ・レイグ級駆逐艦（ フランス海軍）
  - ウィーリンゲン級フリゲート（ ベルギー海軍）
  - 2500トン型護衛艦（ 海上自衛隊）
  - 「いしかり」（ 海上自衛隊）
  - ゆうばり型護衛艦（ 海上自衛隊）
  - ニテロイ級フリゲート（ ブラジル海軍）
- COSAG構成
  - 82型駆逐艦（ イギリス海軍）

## 参考
- ロールス・ロイス
- 航空用エンジン